# 義
義，一般指公正合宜的道德、道理或行为，衍生出「義氣」之概念。“义者，宜也。”《釋名》：“義，宜也。裁制事物，使合宜也。”《說文》:“義，己之威儀也。从我、羊。（註）臣鉉等曰：與善同意，故从羊。”《周官》註：“儀作義，古皆音俄。” 《近思录》按其“适宜”的意义将“义”定义为“合理地处理事务”。
“义”是儒家五德（仁、义、礼、智、信）之一。儒家注重要与身边的人建立一种和谐的关系。孔子的中心思想為“仁”，孟子的中心思想為“義”。西汉董仲舒认为，“仁、义、礼、智、信”五常之道是处理人际关系。

## 義氣
「義氣」是由「義」所衍生的概念，在中國民間普遍用以表示朋友之間的情誼與關心。在武俠小說及黑社會裏，便經常強調人與人之間的義氣。換個角度來說，「義氣」之意涵範圍相較於「義」較為狹隘，可稱為「小義」。

## 道家
老子認為，「義」是因為「仁」衰微才出現；而「仁」是因為「道」（和「德」）衰微才出現。

## 《论语》的义
论语共计出现 24 个义字。从语法上分析，义字在《论语》文本中时作名词，时作动词，时作形容(副)词，但基本涵义还是“合适、合宜”。在道德意义上，义就具备了动态的道德评价、道德要求和静态的道德标准三重道德职能。
义利
- 君子喻于义，小人喻于利。《里仁》

- 不义而富且贵，于我如浮云。《述而》（适宜）

- 义然后取，人不厌其取。《宪问》（适宜）

- 见利思义，见危授命。《宪问》

- 疑思问，忿思难，见得思义。《季氏》（道德要求）

- 士见危致命，见得思义。《子张》

道义
- 上好义，则民莫敢不服。《子路》

- 夫达也者，质直而好义，察言而观色，虑以下人，在邦必达，在家必达。《颜渊》

- 其使民也义。《公冶长》(合宜地)

- 务民之义，敬鬼神而远之，可谓知矣。《雍也》（道德评价）

- 不仕无义。长幼之节，不可废也；君臣之义，如之何其废之？欲洁其身，而乱大伦。君子之仕也，行其义也。道之不行，已知之矣。《微子》

- 见义不为，无勇也。《为政》(‘合宜’之事)（道德要求）

- 信近于义，言可复也；《学而》(‘合宜’这种标准)

- 闻义不能徙。《述而》（道义）（道德评价）

- 主忠信，徙义：崇德也。《颜渊》（道义）（道德评价）

- 群居终日，言不及义，好行小慧，难矣哉！《卫灵公》（道德评价）

- 隐居以求其志，行义以达其道。《季氏》

- 君子义以为上。君子有勇而无义为乱，小人有勇而无义为盗。《阳货》（道德评价）

- 君子义以为质，礼以行之，孙以出之，信以成之。君子哉！《卫灵公》

- 君子之于天下也，无适也，无莫也，义之与比。《里仁》(‘合宜’这种标准)

## 外部連結
[在维基数据编辑]
 《欽定古今圖書集成·理學彙編·學行典·義部》，出自陈梦雷《古今圖書集成》